# Lubina
Lubina is een Slowaakse gemeente in de regio Trenčín, en maakt deel uit van het district Nové Mesto nad Váhom.
Lubina telt 1.437 inwoners.